# Энтони, Гетин
Гетин Энтони (англ. Gethin Anthony, род. 9 октября 1983 года) — британский (английский) актёр театра, кино и телевидения, наиболее известный своей ролью Ренли Баратеона в телесериале «Игра престолов», снятого по циклу Джорджа Р. Р. Мартина «Песнь Льда и Огня».

## Биография
Гетин учился в Tiffin School. Изучал английскую литературу в Оксфордском университете и был президентом Оксфордского университета драматического общества. Успешно окончив обучение, актёр продолжил своё образование в Лондонской академии музыкального и драматического искусства.

## Работы

### Телевидение
- 2006 Холби Сити — Дрю Крамер (1 эпизод)
- 2007 Врачи — Дейв Джонс (1 эпизод)
- 2008 10 дней до войны — Minister’s Aid (1 эпизод)
- 2011—2012 Игра престолов — Ренли Баратеон (8 эпизодов)[2]
- 2014 Водолей — Чарльз Мэнсон[3]
- 2020 Охота: Смертельные игры — Джек Бреннан

### Фильмы
- 2006 Pinochet in Suburbia — Уилльям Строу
- 2008 По ту сторону рейва — Нодди
- 2009 Навстречу Шторму — 1-й пилот
- 2013 Narcopolis — Хёрб
- 2014 Копенгаген — Уильям
- 2017 Кодахром — Элайджа
- 2018 Вита и Вирджиния — Клайв Белл

### Театр
- Theatre 503/Latitude’s Carrot — Алекс
- Theatre Royal Northampton’s In Praise of Love — Джоуи
- High Tide/Old Vic Tunnels Ditch — Джеймс
- Birmingham Rep Theatre’s Cling To Me Like Ivy — Патрик
- Hampstead Theatre’s What Fatima Did — Джордж
- The Old Red Lion’s Fairytale
- Tristan Bates Theatre’s Death of Cool — Ричи
- Old Vic’s 24 Hour Plays
- Old Fire Station’s Some Voices — Рэй
- Oxford Playhouse’s Cyrano de Bergerac — Сирано

### Видеоигры
- 2017 Mass Effect: Andromeda — Гил Броди[4]